# Passage aux Mines
Le passage aux Mines est en France un terme désignant la « réception », par un ingénieur de l'industrie et des mines, de tout véhicule automobile ou remorqué avant leur mise en circulation par les constructeurs ; ces constructeurs font « réceptionner » les véhicules fabriqués en série.
Toute modification notable d'un véhicule remettant en cause la « réception » du constructeur doit faire l'objet d'une nouvelle « réception ».
La « réception » consiste à fournir auprès du service qui en est chargé, les procès-verbaux d'essais d'un laboratoire reconnu, ou les fiches de communication européennes établies par un État membre de l'Union européenne.
Le terme désigne aussi, par abus de langage, le passage des poids-lourds au contrôle technique PL. En effet, jusqu'en 2005, le contrôle technique des poids lourds étaient réalisés par la DRIR (anciennement le Service des Mines) devenu la DREAL, et est désormais réalisé par des acteurs privés.

## Histoire
Ce sont les ingénieurs de l'industrie et des mines, relevant de la DREAL, qui reçoivent ces procès-verbaux délivrés par l'Utac. Auparavant, cette mission de réception relevait d'une administration spécifique : le « service des Mines », constitué par des ingénieurs du Corps des mines. Les termes « passage aux Mines » et « plaques minéralogiques » sont issus du nom de ce service.
Le service des mines a disparu en 1983 et a été remplacé par la DRIRE (décret no 83-568 du 27 juin 1983 relatif à l'organisation des directions régionales de l'industrie, de la recherche et de l'environnement) puis la DREAL. Cependant, bien que cette terminologie ait disparu de la réglementation française en 2004, elle subsiste dans le langage courant.
Cette affectation est d'origine historique : la sécurité en matière de roulement est, dès le XVIIIe siècle, un impératif de l'exploitation des mines de charbon ; au XIXe siècle, elle s'étend naturellement au chemin de fer, utilisant des techniques similaires, puis s'étend, dès le début du XXe siècle, aux autres matériels roulants.

## Fonctionnement
Le passage au service des mines, ou réception, est l'acte administratif associé à cette demande qui comprend l'étude des documents d'homologation et l'examen visuel du véhicule avec quelques démontages simples parfois.
Lors, par exemple, d'un remplacement des pneus d'un véhicule autrement qu'à l'identique, cet échange doit être fait conformément aux spécifications du constructeur. Dans le cas contraire, une demande de réception complémentaire doit être établie. Les procès-verbaux d'essais de freinage, du champ de rétrovision et du niveau sonore peuvent être nécessaires pour la réception.
À la suite de ce passage, un « certificat de contrôle de conformité » est délivré à tous les véhicules répondant aux normes. Ce document est indispensable pour obtenir le certificat d'immatriculation (anciennement appelé « carte grise ») dont la demande doit être présentée à une préfecture ou à un professionnel habilité. Le nouveau véhicule (par exemple une Panhard 24 dotée d'un moteur de Lancia) devait à cette occasion être baptisé d'un nouveau nom qui lui soit propre, en général (mais pas obligatoirement) celui de son constructeur associé à une indication de cylindrée.